# Conde de Serra Largo
O título de Conde de Serra Largo foi criado por decreto de 11 de Janeiro de 1896 do rei D. Carlos I de Portugal a favor de Alexander Cameron Mackenzie, único titular.

## Titulares
1. Alexander Cameron Mackenzie
O título encontra-se actualmente extinto.